# Serbin
Serbin (del ruso: Сербин) es un jútor del raión de Slaviansk del krai de Krasnodar, en el sur de Rusia. Está situado en los arrozales situados entre los distributarios del delta del Kubán, en la orilla derecha de este río, justo donde surge su distributario el Protoka, frente a Tijovski, 8 km al sur de Slaviansk-na-Kubani y 66 al oeste de Krasnodar, la capital del krai. Tenía 858 habitantes en 2010.
Pertenece al municipio Mayevskoye.

## Historia
El nombre del jútor deriva del apellido del oficial cosaco que recibió estas tierras para su uso hereditario. Este oficial vivía en Slaviansk-na-Kubani, y arrendaba las tierras a sus familiares. El jútor fue fundado entre las décadas de 1860-1870.

## Economía
La principal actividad económica de la localidad es la agricultura (compañías OOO Nadir y OAO Perspektiva-Agro.

## Servicios sociales
La población cuenta con un jardín de infancia (nº30), un Club de Cultura rural, una biblioteca, un polideportivo y un punto de enfermería, entre otros establecimientos.